# Flórida
Flórida är en kommun i Brasilien.   Den ligger i delstaten Paraná, i den södra delen av landet, 900 km sydväst om huvudstaden Brasília. Antalet invånare är 2 540.
Omgivningarna runt Flórida är en mosaik av jordbruksmark och naturlig växtlighet. Runt Flórida är det ganska glesbefolkat, med 30 invånare per kvadratkilometer.